# Giro de Lombardía 1998
El Giro de Lombardía 1998, la 93.ª edición de esta clásica ciclista, se disputó el 17 de octubre de 1998, con un recorrido de 253 km entre Varese y Bérgamo. El suizo Oscar Camenzind consiguió imponerse en la línea de llegada. El holandés Michael Boogerd y el también suizo Felice Puttini acabaron segundo y tercero respectivamente.

## Clasificación final
| Posición | Ciclista         | Equipo                         | Tiempo          |
| -------- | ---------------- | ------------------------------ | --------------- |
| 1        | Oscar Camenzind  | Mapei-Bricobi                  | 5 h 59 min 01 s |
| 2        | Michael Boogerd  | Rabobank                       | + 6 s           |
| 3        | Felice Puttini   | Ros Mary-Amica Chips           | + 1 min 21 s    |
| 4        | Michele Bartoli  | Asics-CGA                      | 1 min 21 s      |
| 5        | Pascal Richard   | Casino                         | 1 min 21 s      |
| 6        | Gilberto Simoni  | Cantina Tollo-Alexia Alluminio | + 1 min 57 s    |
| 7        | Marco Serpellini | Brescialat-Liquigas            | + 3 min 50 s    |
| 8        | Markus Zberg     | Post Swiss Team                | 3 min 50 s      |
| 9        | Andréi Zinchenko | Vitalicio Seguros              | 3 min 50 s      |
| 10       | Andrea Tafi      | Mapei-Bricobi                  | 3 min 50 s      |